# Campagna Jingnan
La campagna di Jingnan, o ribellione di Jingnan, fu una guerra civile avvenuta nei primi anni di regno della dinastia Ming in Cina tra l'imperatore Jianwen e suo zio Zhu Di, principe di Yan. Essa ebbe inizio nel 1399 e perdurò per tre anni. La campagna si concluse dopo che le forze del principe di Yan ebbero preso la capitale imperiale di Nanchino. La caduta di Nanchino seguì le dimissioni di Jianwen, e Zhu Di venne incoronato imperatore col nome di Yongle.

## Antefatto
Dopo la fondazione della dinastia Ming, Zhu Yuanzhang iniziò a consolidare l'autorità della corte centrale. Egli assegnò dei territori ai membri della famiglia reale e li pose nell'impero. Questi membri della famiglia reale non avevano potere amministrativo sui loro territori, ma possedevano un loro esercito compreso tra i 3000 ed i 19 000 uomini. Ai membri della famiglia reale alla frontiera settentrionale venne concesso di tenere anche forze di entità maggiore. Ad esempio, il principe di Ning si dice abbia avuto un esercito di 80 000 uomini.
L'originario principe ereditario Zhu Biao morì giovane, e suo figlio Zhu Yun Wen venne creato principe ereditario. Zhu Yun Wen era nipote di un principe territoriale e sapeva di sentirsi minacciato da queste pressioni interne. Nel maggio del 1398, Zhu Yun Wen ascese al trono e divenne imperatore col nome di Jianwen dopo la morte di Zhu Yuan Zhang. I principi ebbero l'ordine di rimanere ai loro posti, ma il nuovo imperatore iniziò a pianificare la riduzione del loro potere militare in associazione con Qi Tai e Huang Zi Cheng.

## Preludio

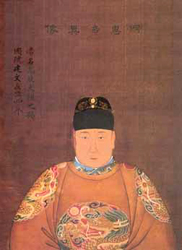
L'imperatore Jianwen

Immediatamente dopo la sua ascesa al trono, Zhu Yunwen, ora imperatore col nome di Jianwen, iniziò a pianificare la riduzione del potere di ciascun principe territoriale. Venne proposto che il potere del principe di Yan, Zhu Di, fosse ridotto per primo dal momento che egli aveva il territorio più vasto da amministrare, ma questi si rifiutò.
Nel luglio del 1398, il principe di Zhou venne arrestato a Kaifeng ed accusato di tradimento. Venne privato del suo status reale ed esiliato a Yunnan.
Nell'aprile del 1399, i principi di Qi, Xiang e Dai vennero anch'essi privati dei loro titoli. I principi di Qi e Dai vennero posti agli arresti domiciliari a Nanchino e Datong rispettivamente, mentre il principe Xiang si suicidò. Due mesi più tardi, il principe di Min perse anch'egli il suo status reale e venne esiliato a Fujian. Iniziò così a crescere l'astio tra i principi regionali e la corte imperiale, con in testa il principe di Yan che assunse il ruolo di capo dei rivoltosi.

## Fasi iniziali, 1399

### Attacco a Pechino

L'imperatore Yongle

Nel dicembre del 1398, per prevenire un possibile attacco del principe di Yan, l'imperatore Jianwen nominò diversi membri dello staff imperiale perché si recassero a Pechino dove Zhu Di si trovava. In risposta, Zhu Di si diede per malato e nel frattempo aveva preparato già con largo anticipo la guerra. Ad ogni modo, la cospirazione venne riportata allo staff imperiale di Pechino da un membro della corte Yan. Come risultato, il principe di Yan venne arrestato per ordine della corte imperiale. Zhang Xin, membro dello staff imperiale, decise di far trapelare l'ordine al principe di Yan. Preparandosi per l'imminente arresto, Zhu Di ordinò al suo generale Zhang Yu di prendere con sé 800 uomini per controllare la residenza Yan a Pechino.
Nel luglio di quell'anno, lo staff imperiale circondò la residenza di Yan, e Zhu Di rispose facendo uccidere tutti i soldati nemici che si accalcavano alle porte di Pechino. Col calar della sera, Zhu Di aveva ormai il pieno controllo della città ed era in guerra aperta con l'imperatore. Per i giorni successivi, le forze Yan catturarono i distretti di Tongzhou, Jizhou, Dunhua e Miyun. Dalla fine di luglio, Il Passo di Juyong, Huailai e Yongping caddero tutti nelle mani delle forze Yan e l'intera area di Pechino divenne effettivamente controllata dagli Yan.
Quando le forze Yan catturarono Huailai, il principe di Gu si spostò a Nanchino dal suo territorio di Xuanfu, situato nei pressi delle forze Yan. In agosto, l'ordine imperiale chiese che il principe di Liao e Ning ritornassero a Nanchino. Il principe di Liao accettò ma quello di Ning si rifiutò. Il principe di Dai intendeva supportare le forze Yan, ma venne costretto a rimanere agli arresti domiciliari a Datong.

## La risposta del governo, 1399–1400

### La prima offensiva
Nel luglio del 1399, la notizia della ribellione giunse a Nanchino. L'imperatore Jianwen ordinò la rimozione del privilegio reale al principe di Yan ed iniziò ad assemblare delle forze per l'attacco. Pose il proprio quartier generale a Zhending, nella provincia di Hebei.
Dal momento che molti generali della corte Ming erano morti nella purga di Zhu Yuanzhang, la mancanza di comandanti militari con esperienza fu un problema notevole da affrontare. Senza altre opzioni, il sessantacinquenne Geng Bingwen venne nominato comandante di 130 000 uomini e partì con una spedizione a nord. Il 13 agosto, le forze governative giunsero a Zhending. Per preparare l'offensiva, le forze vennero divise in tre punti, ad Hejian, Zhengzhou e Xiongxian. Il 15 agosto, le forze Yan assaltarono Xiongxian e Zhengzhou di sorpresa e catturarono entrambe le città.
Uno dei generali del campo di Geng Bingwen si arrese a Zhu Di e lo informò delle posizioni del nemico. Zhu Di diede istruzioni al generale di portare il messaggio che le forze Yan si stessero avvicinando così da convincere Geng Bingwen a mantenere unite le sue forze per l'attacco imminente.
Il 24 agosto, le forze Yan giunsero a Wujixian. Sulla base delle informazioni tratte dalle truppe locali arresesi, iniziarono a preparare dei raid.
Le forze Yan lanciarono un raid a sorpresa su Geng Bingwen il giorno successivo, e ne seguì una vera e propria battaglia su vasta scala. Zhu Di personalmente condusse lo scontro contro il fianco delle forze governative, e Geng Bingwen soffrì una pesante sconfitta. Più di 3000 uomini si arresero alle forze Yan, ed il rimanente tornarono a Zhending. Il generale Gu Cheng si arrese a Zhu Di. Nei giorni successivi, le forze Yan tentarono di catturare Zhending ma senza riuscirvi. Il 29 agosto, le forze Yan si ritirarono a Pechino. Gu Cheng venne inviato a Pechino ad assistere Zhu Gaochi con la difesa della città.

### La seconda offensiva
Alla notizia della sconfitta di Geng Bingwen, l'imperatore Jianwen iniziò a preoccuparsi sullo status della guerra. Li Jinglong venne proposto da Huang Zicheng come nuovo comandante, e la proposta venne accettata malgrado l'opposizione di Qi Tai. Il 30 agosto, Li Jinglong guidò un totale di 500 000 uomini ed avanzò verso Hejian. Quando la notizia raggiunse il campo Yan, Zhu Di era certo della vittoria della sua parte per la debolezza di Li Jinglong.

#### La difesa di Pechino
Il 1 settembre, le forze governative da Liaodong iniziarono ad assediare la città di Yongping. Zhu Di guidò le forze Yan a rinforzare la città il 19 settembre e sconfisse quelle di Liaodong il 25 settembre. A seguito della vittoria, Zhu Di decise di razziare la città di Daning controllata dal principe di Ning di modo da annettere anche il suo esercito alle sue forze. Le forze Yan raggiunsero Daning il 6 ottobre, e Zhu Di entrò nella città. Egli fu in grado di costringere il principe di Ning e le truppe a Daning a sottometterglisi, e la forza degli Yan crebbe ulteriormente.
Avendo saputo che Zhu Di era lontano da Daning, le forze governative guidate da Li Jinglong attraversarono il Ponte di Lugou ed iniziarono ad attaccare Pechino. Ad ogni modo, Zhu Gaochi fu in grado di respingere gli attacchi. In un'occasione, le forze governative irruppero nella città, ma l'attacco venne respinto ancora una volta.
La temperatura a Pechino era sotto lo zero, e i difensori Yan versarono dell'acqua sulle mura della città di modo che questa, ghiacciando, impedisse al giorno successivo alle forze nemiche di scalare le mura.
Le forze governative erano composte da soldati provenienti da sud, e questi furono in grado di tener duro sugli attacchi malgrado il tempo rigido.

#### La battaglia di Zhengcunba
Il 19 ottobre, le forze Yan entrarono a Huizhou ed iniziarono a marciare verso Pechino. Dal 5 novembre, le forze Yan si trovavano alla periferia di Pechino e sconfissero le forze d'ispezione di Li Jinglong. Il grosso dell'esercito di ambo le parti si scontrò a Zhengcunba in quello stesso giorno, dove le forze di Li Jinglong subirono una pesante sconfitta.
Col calar della sera, Li Jinglong si ritirò da Zhengcunba e le forze rimanenti a Pechino vennero poi circondate e sconfitte da quelle Yan.
La battaglia di Zhengcunba si concluse con la ritirata di Li Jinglong a Dezhou. Le forze del governo persero più di 100 000 uomini in questa battaglia.
Il 9 novembre, Zhu Di ritornò a Pechino e scrisse alla corte imperiale della sua intenzione di rimuovere Qi Tai e Huang Zicheng dai loro incarichi. L'imperatore Jianwen declinò l'offerta. A dicembre, Wu Gao venne licenziato dal suo incarico a Liaodong dalla corte, e Zhu Di decise di attaccare Datong. Le forze Yan raggiunsero Guangchang il 24 dicembre, e la guarnigione locale si arrese. Il 1 gennaio 1400, le forze Yan aggiunsero Weizhou che ancora una volta venne conquistata senza colpo ferire. Il 2 febbraio, le forze Yan raggiunsero Datong ed iniziarono ad assediare la città. L'importanza strategica di Datong era significativa per la corte imperiale, e Li Jinglong venne costretto a rafforzare la città velocemente. Ad ogni modo, Zhu Di tornò a Pechino prima che le forze governative potessero giungervi, e queste persero ulteriori forze.
Con le truppe ormai esauste, Jinglong scrisse a Zhu Di e richiese un armistizio.
Durante l'attacco a Datong, molte forze provenienti dalla Mongolia si arresero alle forze Yan. A febbraio, la guarnigione di Baoding si arrese anch'essa.

#### Battaglia del fiume Baigou
Nell'aprile del 1400, Li Jinglong mobilitò 600 000 uomini ed iniziò ad avanzare verso nord verso il fiume Baigou. Il 24 aprile, le forze Yan si scontrarono con quelle governative in una battaglia decisiva.
Le forze governative colsero però di sorpresa Zhu Di, e le forze Yan subirono inizialmente una serie di sconfitte. Una serie di mine venne posta lungo il cammino della ritirata delle forze Yan dalle truppe governative, fatto che inflisse pesanti perdite all'esercito Yan sulla via del ritorno verso il suo accampamento.
Una nuova battaglia si ebbe il giorno successivo, dove le forze governative riuscirono ad attaccare la retroguardia delle forze Yan. Zhu Di guidò una carica personale contro le forze di Li Jinglong, ma la battaglia passò in una situazione di stallo con l'arrivo dei rinforzi di Zhu Gaochi.
A questo punto una folata di vento ruppe a metà lo stendardo personale di Li Jinglong, fatto che portò il caos tra le truppe governative perché interpretato come segno di sventura. Zhu Di colse quest'opportunità e lanciò un assalto generale e sconfisse le forze governative. Più di 100 000 truppe governative si arresero alle forze Yan e Li Jinglong si ritirò a Dezhou ancora una volta.
Il 27 aprile, le forze Yan iniziò a marciare verso Dezhou per assediare la città. Le forze Yan presero Dezhou il 9 maggio, e Li Jinglong venne costretto a fuggire a Jinan. Le forze Yan lo seguirono ed immediatamente accerchiarono la città di Jinan il 15 maggio, e Li Jinglong si portò quindi a Nanchino. Malgrado la perdita di tutto l'esercito e la condanna della corte, Li Jinglong venne risparmiato dall'esecuzione.

## Lo stallo, 1400–1401

### La battaglia di Jinan

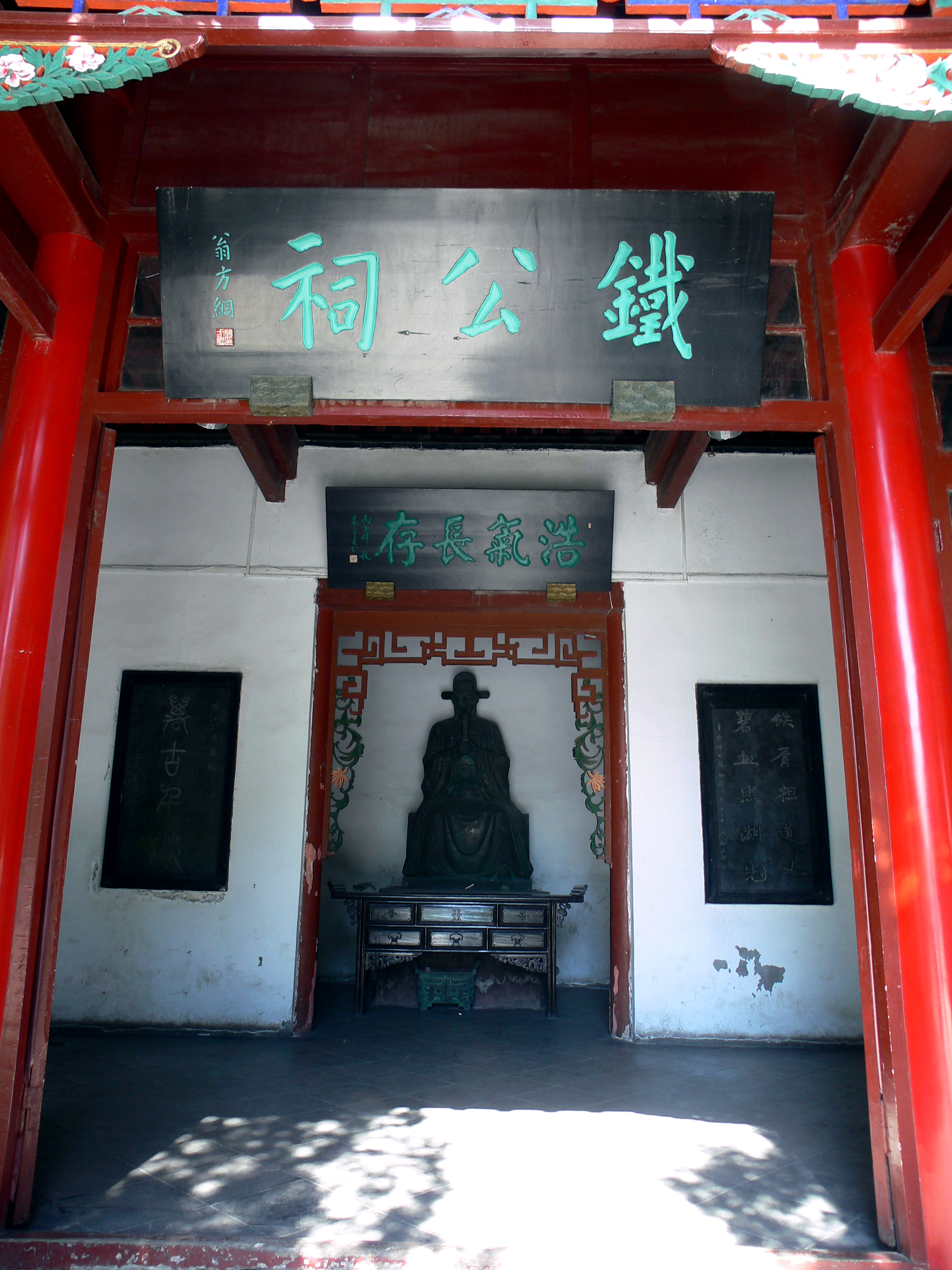
Il tempio di Tie Xuan presso il lago Daming, Jinan

Dal momento che la città di Jinan si trovava assediata dalle forze Yan, i difensori guidati da Tie Xuan e da Sheng Yong si rifiutarono di arrendersi. Il 17 maggio, le forze Yan mutarono il corso del fiume ed allagarono la città. Tie Xuan pretendeva la resa della città e pertanto attirò Zhu Di ai cancelli della città. Dal momento che Zhu Di si stava avvicinando al cancello, egli colse l'occasione per attaccare le forze governative e si portò nuovamente al campo. L'assedio continuò per i successivi tre mesi.
L'importanza strategica di Jinan era cruciale, e Zhu Di era determinato a catturare la città. Dopo diverse sconfitte nel corso dell'assedio, Zhu Di si risolse all'uso dei cannoni. Per risposta, i difensori posero dei cartelli con il nome del padre di Zhu Di, Zhu Yuanzhang, sulla cima delle mura della città. Zhu Di venne costretto a fermare i bombardamenti.
A giugno, l'imperatore Jianwen inviò dei messi a negoziare la pace, ma questa venne rifiutata da Zhu Di. I rinforzi governativi giunsero a Hejian nel luglio di quell'anno, e tolsero risorse agli Yan. Con la linea dei rifornimenti minacciata, Zhu Di venne costretto a ritirarsi verso Pechino il 16 agosto. La guarnigione di Jinan lo seguì e riprese la città di Dezhou. Sia Tie Xuan che Sheng Yong vennero promossi a rimpiazzare Li Jinglong al comando. Le forze governative avanzarono quindi verso nord e si insediarono a Dingzhou ed a Cangzhou.

### La battaglia di Dongchang
Nell'ottobre del 1400, Zhu Di venne informato del fatto che le forze governative stavano marciando verso nord e decise di giocare d'anticipo su Cangzhou. Partendo da Tongzhou il 25 ottobre, le forze Yan raggiunsero Cangzhou il giorno 27 ottobre e presero la città in due giorni. Le forze Yan vennero costrette ad attraversare il fiume e giunsero a Dezhou il 4 novembre. Zhu Di tentò di chiedere a Sheng Yong di arrendersi, ma questi rifiutò. Sheng Yong venne sconfitto. A novembre, le forze Yan giunsero a Linqing, e Zhu Di decise di rompere le linee di rifornimento nemiche per costringere Sheng Yong ad abbandonare Jinan. Sheng Yong pianificò invece una battaglia decisiva a Dongchang, ed armò le proprie truppe con polvere da sparo e frecce avvelenate.
Il 25 dicembre, le forze Yan giunsero a Dongchang. Sheng Yong attirò Zhu Di nel suo accerchiamento dove il generale Zhang Yu venne ucciso. Mentre Zhu Di fu in grado di sfuggire dal campo di battaglia, le forze Yan subirono un'altra sconfitta il giorno successivo e vennero costrette a ritirarsi.
Il 16 gennaio 1401, le forze Yan ritornarono a Pechino. La Battaglia di Dongchang fu la più grande sconfitta subita da Zhu Di dall'inizio della campagna ed egli era inoltre particolarmente addolorato per la morte di Zhang Yu. Durante la battaglia, Zhu Di rischiò quasi di essere ucciso. Ad ogni modo le forze governative avevano avuto un messaggio dall'imperatore Jianwen d non uccidere Zhu Di.
La notizia della vittoria della battaglia di Dongchang venne salutata con gioia dall'imperatore Jianwen. Nel gennaio del 1401, Qi Tai e Huang Zicheng vennero restaurati ai loro posti e l'imperatore si recò a rendere grazie al tempio imperiale di Nanchino. Il morale militare delle forze di Sheng Yong ebbe un notevole balzo positivo.

### Battaglia del fiume Jia-Gaocheng
La sconfitta a Dongchang fu una perdita umiliante per Zhu Di, ma il suo consigliere favorito Yao Guangxiao lo supportò a continuare le operazioni militari. Le forze Yan si mobilitarono il 16 febbraio 1401 e marciarono a sud.
Aspettandosi il contrattacco Yan, Sheng Yong si pose a Dezhou con 200 000 uomini, mentre pose il resto delle sue forze a Zhengding. Zhu Di decise di colpire dapprima Sheng Yong. Il 20 marzo, le forze Yan incontrarono quelle nemiche presso il fiume Jia non lontano da Wuyi. Il 22 marzo, le forze Yan attraversarono il fiume Jia. Vedendo che il campo di Sheng Yong era stato pesantemente fortificato, Zhu Di decise personalmente di porsi personalmente a testa dei suoi uomini per individuare un punto debole. Dal momento che l'imperatore Jianwen aveva proibito l'uccisione di Zhu Di, le truppe governative evitarono di sparare Zhu Di durante le sue ispezioni.
Terminata l'operazione, Zhu Di guidò le forze Yan ed attaccò l'ala sinistra di quelle di Sheng Yong. La battaglia che ne seguì perdurò sino a sera, con perdite da ambo le parti. Le ostilità ripresero il giorno successivo. Dopo diverse ore di intensi combattimenti, un vento impetuoso iniziò a soffiare da nordest verso sud. Le forze governative non furono in grado di combattere con quel vento incalzante. Sheng Yong venne costretto a ritirarsi a Dezhou. Le forze governative da Zhending si ritirarono anch'esse dopo aver saputo della sconfitta di Sheng Yong.
La battaglia del fiume Jia ristabilì le forze militari del principe di Yan. Il 4 marzo, Qi Tai e Huang Zicheng vennero comunque incolpati delle perdite subite e licenziati dai loro incarichi. L'imperatore gli impose di reclutare ulteriori truppe da altre aree.
Dopo la sconfitta di Sheng Yong presso il fiume Jia, le forze Yan avanzarono verso Zhending. Zhu Di cercò di attirare le forze governative fuori dalla città e si scontrò con loro a Gaocheng il 9 marzo. Di fronte alla polvere da sparo ed alle frecce avvelenate delle forze governative, l'armata Yan subì notevoli perdite. La battaglia proseguì il giorno seguente dove nuovamente un forte vento iniziò a spirare. Le forze governative non furono in grado di mantenere le loro posizioni e vennero sconfitte da quelle di Yan.
Dal fiume Baigou al fiume Jia ed a Gaocheng, le forze Yan vennero aiutate sempre dal vento. Zhu Di era convinto quindi che i suoi uomini fossero destinati alla vittoria per volere divino.

### Le successive battaglie
Immediatamente dopo la battaglia del fiume Jia-Gaocheng, le forze Yan marciarono a sud senza incontrare resistenza. Zhu Di chiese la pace, e l'imperatore Jianwen si consultò col suo consigliere Fang Xiaonu. Fang Xiaonu suggerì al sovrano di pretendere dei negoziati e nel contempo di ordinare alle forze di Liaodong di colpire Pechino. La strategia non funzionò ed a maggio di quell'anno Sheng Yong inviò il suo esercito ad attaccare le linee di rifornimenti dell'esercito Yan. Zhu Di disse che Sheng Yong si era rifiutato di bloccare le operazioni militari e cercò di convincere l'imperatore Jianwen ad imprigionare Sheng Yong.
Quando cessarono i negoziati da ambo i lati, Zhu Di decise di razziare le linee di rifornimento delle forze governative così da affamare i difensori di Dezhou. Il 15 giugno, le forze Yan riuscirono a distruggere la maggior parte dei granai delle forze governative a Pei, e Dezhou era sul punto di collassare. A luglio, le forze Yan catturarono Pengde e Linxian. Il 10 luglio, le forze governative da Zhending lanciarono un raid su Pechino. Zhu Di divise l'esercito per rinforzare Pechino e sconfisse le forze governative il 18 settembre. Nella speranza di rivoltare le sorti della battaglia, il consigliere imperiale Fang Xiaonu tentò di intensificare gli scontri tra il primogenito ed il secondogenito dei figli di Zhu Di, Zhu Gaochi e Zhu Gaoxu, ma anche questa strategia fallì.
il 15 luglio, le forze governative guidate da Fang Zhao da Datong iniziarono ad avvicinarsi a Baoding, minacciando Pechino, e Zhu Di venne costretto a ritirarsi. Le forze Yan erano vicine alla vittoria definitiva a Baoding il 2 ottobre, e Fang Zhao si ritirò a Datong. Il 24 ottobre, le forze Yan ritornarono a Pechino. Le forze governative da Liaodong tentarono di razziare nuovamente la città, ma l'attacco venne respinto.
La campagna Jingnan perdurava ormai da due anni. Malgrado le numerose vittorie, le forze Yan non furono in grado di mantenere i territori conquistati per la mancanza di uomini.

## L'offensiva Yan, 1401–1402

### L'avanzata a sud
Dall'inverno del 1401, Zhu Di decise di cambiare la strategia offensiva generale. Le forze Yan dovevano ora evitare le fortezze nemiche e spingersi più a sud verso il fiume Yangtze.
Il 2 dicembre, le forze Yan si mobilitarono ed avanzarono verso sud. Nel mese di gennaio, le forze Yan si trovarono presso Shandong e catturarono anche Dong'e, Dongping, Wenshang e Pei. Il 30 gennaio 1402, le forze Yan raggiunsero Xuzhou.
In risposta alla mobilitazione delle forze Yan, l'imperatore Jianwen ordinò a Mei Ying di difendere Huai'an, e ordinò a Xu Huizu di rinforzare Shandong. Il 21 febbraio, le forze governative a Xuzhou si rifiutarono di entrare in scontro diretto con le forze Yan e si focalizzarono sulla difesa della città invece.

### La battaglia di Lingbi
Zhu Di decise di saltare Xuzhou e continuò ad avanzare a sud. Le forze Yan passarono Suzhou, difesa da Pin An, e raggiunsero Bengbu il 9 marzo. Ping An inseguì le forze Yan ma venne sconfitto da Zhu Di al fiume Fei il 14 marzo, fatto che spinse Pin An a ritirarsi nuovamente a Suzhou.
Il 23 marzo, Zhu Di disse all'esercito di rompere le linee di rifornimento di Xuzhou. Le forze Yan giunsero al fiume Sui il 14 aprile e si insediarono di fronte all'accampamento delle forze governative. La battaglia scoppiò il 22 aprile e le forze governative guidate da Xu Yaozu risultarono vittoriose. Con la vittoria delle forze governative, il morale delle truppe Yan cadde velocemente. I soldati erano ormai stanchi ed i generali proposero a Zhu Di di ritirarsi e raggrupparsi, proposta che Zhu Di rifiutò.
Durante questo stesso periodo, la corte imperiale ricevette una informazione secondo la quale le forze Yan stavano ritirandosi verso nord. L'imperatore Jianwen richiamò Xu Yaozu a Nanchino, riducendo così le forze governative a nord del fiume Yangtze. Il 25 aprile, le forze governative spostarono il loro accampamento a Lingbi ed iniziarono a fortificare in loco. Seguirono una serie di battaglie e le forze governative gradualmente iniziarono a trovarsi a corto di cibo e rifornimenti dal momento che il nemico aveva bloccato le loro linee di rifornimento. Le forze governative pianificarono quindi di rompere l'accerchiaento degli Yan e raggrupparsi presso il fiume Huai. Il segnale di sortita venne deciso con tre spari di cannone. Il giorno successivo, le forze Yan attaccarono le fortificazioni di Lingbi e le forze governative collassarono in uno stato di confusione che terminò a loro sfavore lo scontro.

### La caduta di Nanchino
Dopo la battaglia di Lingbi, le forze Yan avanzarono verso sudest e catturarono Sizhou il 7 maggio. Sheng Yong tentò di organizzare una linea difensiva presso il fiume Huai per evitare che le forze Yan potessero attraversarlo. L'attacco venne fermato a Huai’an, Zhu Di divise il suo esercito e lanciò un attacco su Sheng Yong. Sheng Yong venne sconfitto e le forze Yan presero Xuyi.
L'11 maggio, le forze Yan marciarono verso Yangzhou, e la città si arrese una settimana dopo. Anche la vicina città di Gaoyou si arrese poco dopo.
La caduta di Yangzhou fu un colpo devastante per le forze governative, dal momento che la capitale imperiale di Nanchino si trovava ora esposta ad un attacco diretto. Dopo aver discusso con Fang Xiaoru, l'imperatore Jianwen decise di negoziare nuovamente con Zhu Di per ritardare l'attacco e richiedere nel frattempo aiuto da altre province. Le vicine province di Suzhou, Ningbo e Huizhou inviarono delle armate per proteggere la capitale.
Il 22 maggio, Zhu Di rigettò i negoziati per l'armistizio. Il 1 giugno, le forze Yan stavano per attraversare il fiume Yangtze, ma incontrarono la ferma resistenza di Sheng Yong. Dopo alcune sconfitte, Zhu Di stava considerando di accettare l'offerta di pace e ritirarsi verso nord. Zhu Gaoxu giunse però con dei rinforzi al momento decisivo e sconfisse le forze di Sheng Yong. Durante i preparativi per l'attraversamento del fiume, le forze Yan catturarono diverse navi da guerra alla marina imperiale ed attraversarono il corso d'acqua a Guazhou il 3 giugno, e Sheng Yong venne ancora una volta sconfitto. Il 6 giugno, Zhenjiang cadde nelle mani delle forze Yan.
Dall'8 giugno, le forze Yan avanzarono sino a 30 km ad est di Nanchino. La corte imperiale era in uno stato di panico e l'imperatore Jianwen continuava freneticamente ad inviare dispacci per negoziare l'armistizio. Zhu Di rigettò ogni proposta e marciò con le sue forze verso la capitale imperiale.
Nanchino venne isolata definitivamente il 12 giugno. Tutti i messaggeri inviati in altre province vennero intercettati dalle forze Yan e nessuno di loro poté quindi fare ritorno alla capitale imperiale. Il 13 luglio 1402, le forze Yan giunsero a Nanchino. I difensori della città decisero di aprire i cancelli della stessa e di arrendersi senza resistenza. Con a caduta di Nanchino nelle mani del principe di Yan, la campagna di Jingnan si concluse.

## Conseguenze
Quando le forze Yan marciarono all'interno di Nanchino, l'imperatore Jianwen decise di dar fuoco al palazzo imperiale disperato. Mentre il corpo dell'imperatrice Ma venne collocato altrove, quello dell'imperatore scomparve e non se ne seppe più nulla Secondo alcuni il sovrano riuscì a fuggire attraverso dei tunnel nella struttura ed a giungere fuori città indisturbato.
Zhu Di decise strategicamente di tenere un funerale pubblico all'imperatore e di annunciarne la morte alla città ed alla nazione intera. Il 17 giugno, Zhu Di venne incoronato al palazzo imperiale e divenne imperatore col nome di Yongle. Tutte le politiche previste durante il governo di Jianwen tornarono al vecchio regime sotto l'imperatore Hongwu.
Il 25 giugno, Qi Tai, Huang Zicheng e Fang Xiaoru vennero tutti giustiziati e le loro famiglie vennero sterminate. Vari altri consiglieri imperiali al servizio di Jianwen vennero giustiziati o si suicidarono, e le loro famiglie vennero esiliate dal nuovo governo. La maggior parte di queste famiglie ad ogni modo vennero perdonate ed ottennero il permesso di tornare alle loro case durante il regno dell'imperatore Hongxi.